# Hegyvidék

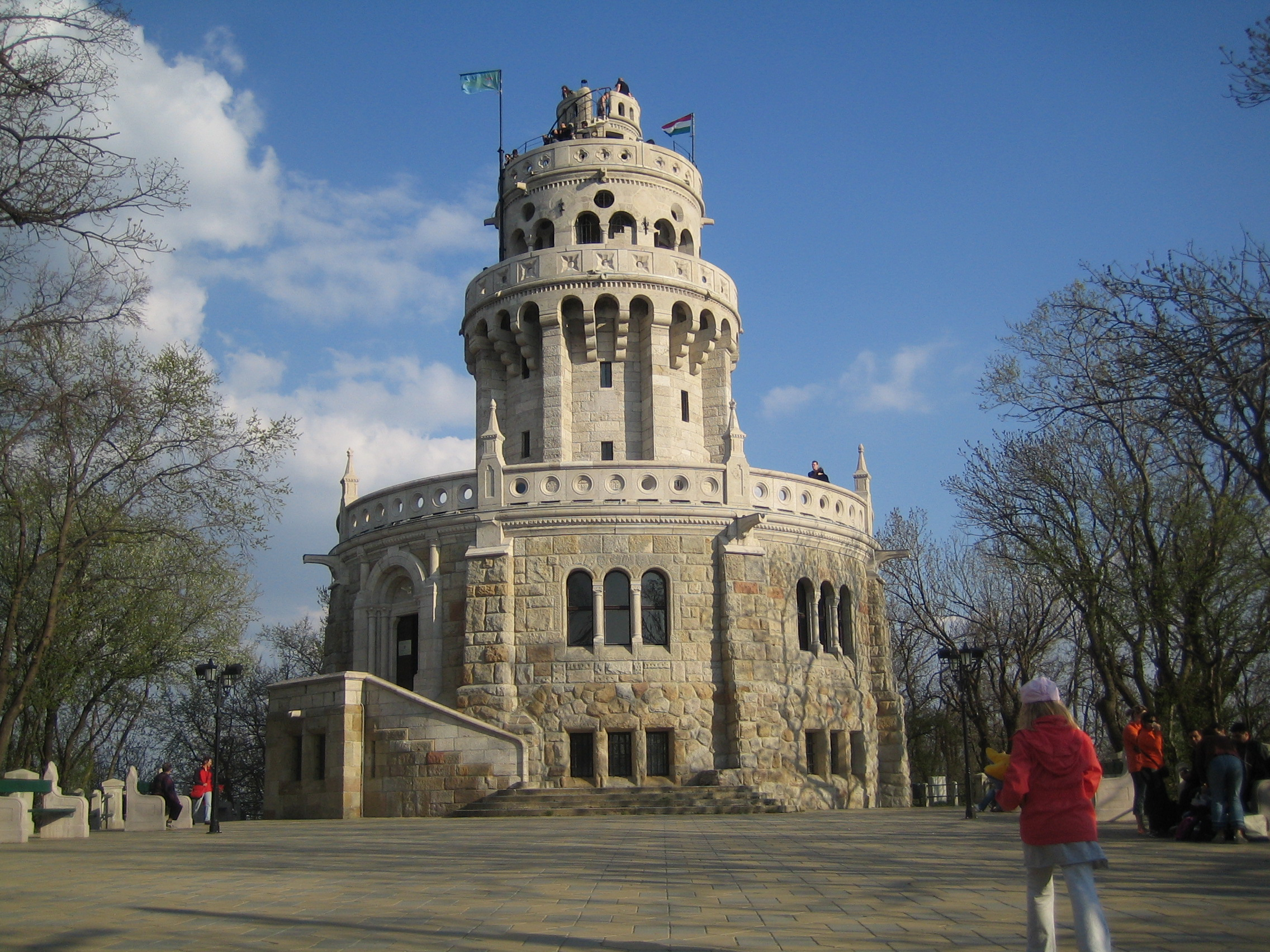
Torre de vigia Elizabeth al Turó Jánoshegy.

Hegyvidék (en alemany: Bergland:, literalment "Highlands", "Muntanya-terra" o "Muntanya-gamma") és el nom oficial del districte XII de Budapest (en hongarès: Budapest XII. kerülete), capital d'Hongria. És una regió de Buda, al vessant oest del riu Danubi.

## Geografia
Sent l'únic districte de Buda que no ha aconseguit una connexió al riu Danubi, es troba a la zona verda i suburbana de Budapest. Limita amb el districte II al nord, amb el districte I (districte del Castell i Gellérthegy) a l'est i amb el districte XI (Kelenföld i Sashegy) al sud. La seva frontera occidental marca també la frontera de la ciutat. Hegyvidék és considerat el pulmó de Budapest, i acapara molts dels boscos verds de la ciutat i també alberga el turó més alt del nucli urbà, el János-hegy (527 m per sobre el nivell del mar).

## Barris
Té 26.7 km² i al voltant d'uns 75 habitants. Té diversos barris: Budakeszierdő, Csillebérc, Farkasrét, Farkasvölgy, Istenhegy, Jánoshegy, Kissvábhegy, Krisztinaváros, Kútvölgy, Magasút, Mártonhegy, Németvölgy, Orbánhegy, Sashegy, Svábhegy, Széchenyihegy, Virányos, Zugliget.

## Ciutats agermanades
Hegyvidék està agermanada amb:
- Odorheiu Secuiesc, Romania
- Watermael-Boitsfort, Bèlgica

## Galeria

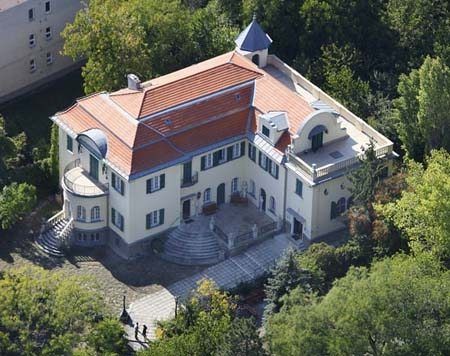
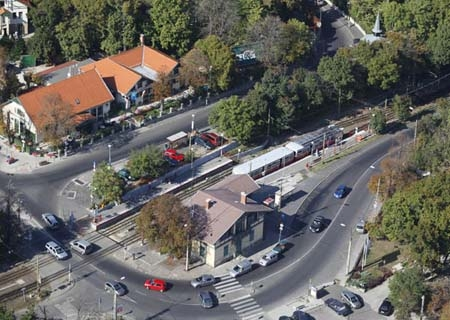
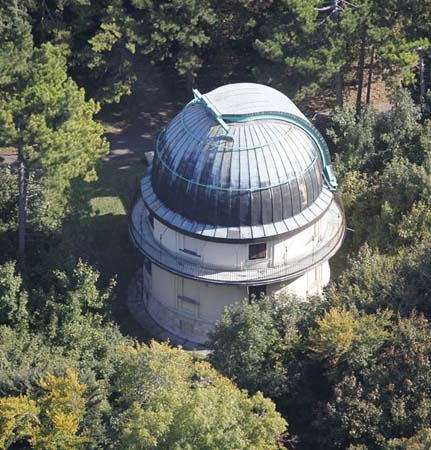
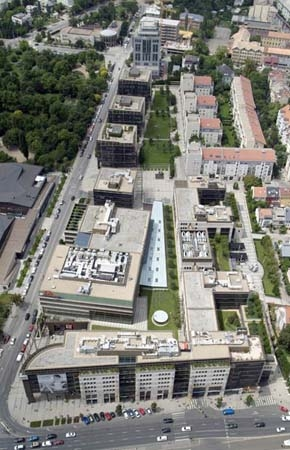